# تتا کمان
تتا کمان یک ستاره است که در صورت فلکی کمان قرار دارد.